# استحقاقات الموظفين

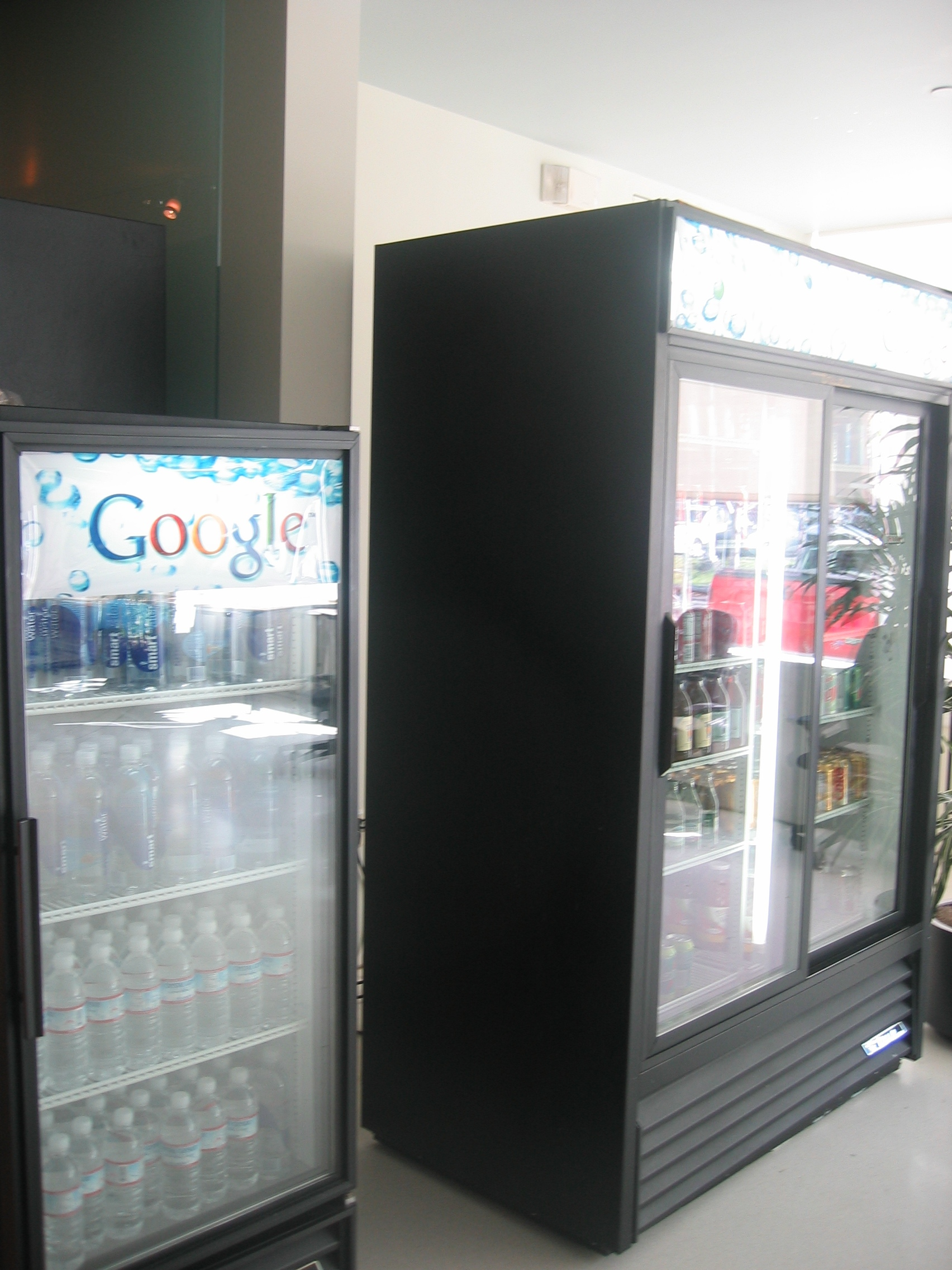

استحقاقات الموظفين أو المخصصات العينية (وتسمى أيضا المزايا الإضافية، العلاوات، أو إكراميات) أنواع مختلفة من التعويضات غير الأجور المقدمة للموظفين بالإضافة إلى الوضع الطبيعي للأجور أو الرواتب.
الغرض من المخصصات العينية هو زيادة الأمن الاقتصادي للموظفين، وبذلك ، تحسين استبقاء العمال في جميع أنحاء المنظمة. وهو عنصر من إدارة مكافأة.
بمعنى آخر، هي تلك الفوائد ذات الطبيعة التقديرية. في كثير من الأحيان، يتم تقديم الامتيازات للموظفين الذين يكون أداؤهم جيدًا أو يتمتعون بالأقدمية بشكل ملحوظ. المزايا الشائعة هي المركبات التي يمكن اصطحابها إلى المنزل، وإقامات الفندق، والمرطبات المجانية، والأنشطة الترفيهية في وقت العمل (الجولف مثالًا)، والقرطاسية، وبدلات الغداء، وغيرها.